# پروین خانم قاجار
پروین خانم خواهرزن ناصرالدین شاه قاجار بود. پناهندگی او و همسرش میرزا هاشم‌خان نوری به سفارت بریتانیا در سال ۱۲۷۲ قمری، در نهایت منجر به قطع روابط دیپلماتیک بین ایران و بریتانیا شد.

## زندگی
پروین‌خانم دختر احمدعلی میرزا پسر نوزدهم فتحعلی‌شاه بود. خواهرش گلین خانم اولین زن عقدی ناصرالدین‌شاه و مادر نخستین ولیعهد او سلطان محمود میرزا بود. پروین‌خانم پنج بار ازدواج کرد که آخرین آن‌ها «میرزا هاشم نوری»، از خاندان اسفندیاری نوری، در ابتدا در دربار ناصرالدین‌شاه سمت پیشخدمتی داشت و سپس به خدمت لشکر وارد شده و در نهایت منشی سفارت بریتانیا شد.

## پناهندگی به سفارت بریتانیا
ماجرای پناهندگی پروین خانم و همسرش میرزا هاشم نوری به سفارت بریتانیا از وقایع مهم سیاست خارجی ایران در دوره قاجار است. به نوشته احمد خان ملک ساسانی:
«مکاتبات دولت ایران با سفارت انگلیس راجع به میرزا هاشم خان و زنش، یکی از عجیب ترین پرونده هاست که شاید بیش از صد هزار سطر باشد.»
این ماجرا در بسیاری از منابع دوره قاجار از جمله روزنامه وقایع اتفاقیه بازتاب یافته‌است. احمدخان ملک‌ساسانی یکی از کسانی است که در کتاب سیاست‌گران دوره قاجار شرح کاملی از آن به دست می‌دهد.
میرزا هاشم خان که در آن زمان منصبی در لشکر داشت، مدت‌ها از دربار قاجار تقاضای افزایش مواجب می‌کرد که مورد موافقت قرار نمی‌گرفت. از این رو به خدمت سفارت بریتانیا درآمد و منشی سفارت شد. پروین خانم نیز به مقتضای شغل همسرش به سفارت بریتانیا رفت‌وآمد داشت. در تابستان‌ها که سفارت بریتانیا به باغ ییلاقی قلهک می‌رفت، چارلز ماری، سفیر وقت، در کنار چادر خود چادر مخصوصی برای پروین خانم و میرزا هاشم‌خان در نظر می‌گرفت. این رفت‌وآمدها به شایعاتی دربارهٔ روابط پنهانی پروین‌خانم با چارلز موری شدت داد. 
ناصرالدین شاه که از این وضع عصبانی بود در ابتدا خودش شخصاً برای سفیر نامه‌ای فرستاد. سپس به میرزا آقاخان نوری دستور داد که از هر راه ممکن پروین خانم را از سفارت بیرون بیاورد. نامه‌نگاری‌های میرزا آقاخان با سفارت انگلیس مبنی براینکه میرزا هاشم در استخدام پادشاه ایران است و آن سفارت می‌بایست او را از خدمت خارج کند، به نتیجه‌ای نرسید. 
سلطان حسین میرزا، برادر پروین‌خانم، از مجتهدین فتوایی برای دستگیری خواهرش گرفت و برای اینکه به خروج از سفارت وادارش کند، او را از طرف یکی از بستگانش برای نهار دعوت کردند. وقتی پروین‌خانم به خانه میزبان پا گذاشت او را گرفته و زندانی کردند. موری از این پیشامد بسیار خشمگین شد و از جمع دیگری از مجتهدین فتوا گرفته تا پروین خانم را به نزد شوهرش که در سفارت زندگی می‌کرد، باز گرداند و گروهی از خدمه سفارت را برای این منظور اعزام کرد و از این راه ناخواسته به شایعاتی که دربارهٔ روابط عاشقانه خودش و پروین خانم وجود داشت، دامن زد. 
موری چون با ایستادگی شاه و بستگان پروین روبه رو شد، دربار را تهدید به قطع روابط دیپلماتیک کرد. دربار نیز که از رفتار سفیر به ستوه آمده بود، نامه‌ای را به دولت انگلیس ابلاغ نمود و در آن وزیر مختار انگلیس را مردی احمق، نادان و بی شعور خواند. سرانجام در ۱۷ ربیع‌الاول ۱۲۷۲ با پائین کشیدن پرچم سفارت، روابط بین دولتین موقتاً به تعلیق درآمد و هیئت دیپلماتیک به لندن مراجعت کرد.
این ماجرا که در مقدمه نبرد هرات پیش‌آمد، بیش از آن که مربوط به روابط عاشقانه پروین‌خانم و حفظ آبروی خانواده قاجار باشد، یک دست‌آویز سیاسی در عرصه سیاست خارجی دو دولت به‌شمار می‌آمد و به منازعات ارضی ایشان در افغانستان بی‌ارتباط نبود.

## در فرهنگ عامه
فیلم جنگجوی پیروز ساخته مجتبی راعی برداشتی آزاد از ماجرای پناهندگی پروین خانم به سفارت بریتانیا است.